# María de Escocia
María de Escocia (1082-1116) fue la hija menor de Malcolm III de Escocia y su segunda esposa, Margarita de Wessex. Fue miembro de la dinastía Dunkeld por nacimiento y condesa de Boulogne por matrimonio.

## Trayectoria
En 1086, los padres de María la enviaron a ella y a su hermana Edith a la abadía de Romsey, de la que su tía Cristina era abadesa. Las niñas pasaron su infancia junto a su tía en el monasterio, donde también recibieron parte de su educación. Antes del año 1093 se trasladaron a la abadía de Wilton, que también gozaba de renombre como centro de aprendizaje, para terminar sus estudios. Matilde recibió muchas propuestas de matrimonio, pero las rechazó todas por el momento.
Matilde salió del monasterio en 1100 para casarse con el rey Enrique I de Inglaterra. La unión resultó controvertida, porque no estaba claro si las chicas habían tomado los hábitos. María se marchó de la abadía en 1096. Matilde deseaba que ella también se casara, por lo que Enrique I concertó un matrimonio con Eustaquio III de Boulogne. La pareja tuvo una hija, Matilde, que sucedió a Eustaquio y que, posteriormente, se convirtió en reina de Inglaterra.
María falleció en 1116, nueve años antes que su esposo. Fue enterrada en la abadía cluniacense de Bermondsey.